# Nóra Medvegy
Nóra Medvegy (ur. 29 marca 1977 w Tatabánya) – węgierska szachistka, arcymistrzyni od 2002, posiadaczka męskiego tytułu mistrza międzynarodowego od 2005 roku.

## Kariera szachowa
W 1994 r. zdobyła tytuł mistrzyni Węgier juniorek w kategorii do 18 lat. Była wielokrotną reprezentantką kraju na mistrzostwach świata i Europy juniorek, największy sukces odnosząc w 1995 r. w Żaganiu, gdzie zdobyła brązowy medal mistrzostw Europy do 18 lat. 
Od połowy lat 90. należy do czołówki węgierskich szachistek. W 1996 i 1998 r. dwukrotnie wystąpiła w narodowej drużynie na olimpiadach szachowych, była również (w 2005 r.) uczestniczką drużynowych mistrzostw Europy. W 1999 r. zdobyła w Lillafüred tytuł indywidualnej mistrzyni Węgier. W swoim dorobku posiada również dwa srebrne (2003, 2007) oraz dwa brązowe medale (1997, 2002). 
W 2002 r. podzieliła I m. (wspólnie z Bùi Vinhem) w turnieju Elekes w Budapeszcie, natomiast w 2003 r. zwyciężyła w klasyfikacji kobiet w otwartym turnieju GibTelecom Masters w Gibraltarze.
Najwyższy ranking w karierze osiągnęła 1 lipca 2004 r., z wynikiem 2407 punktów zajmowała wówczas 45. miejsce na światowej liście FIDE, jednocześnie zajmując 3. miejsce (za Judit Polgár i Jeleną Dembo) wśród węgierskich szachistek).

## Życie prywatne
Jej młodszy brat, Zoltán, również jest znanym szachistą i posiada tytuł arcymistrza.
Mężem Nóry Medvegy jest węgierski arcymistrz Zoltán Gyimesi.